# Julehjerte
 For alternative betydninger, se Hjerte.
Det flettede julehjerte er en særlig dansk og norsk tradition.
Det flettede 2-strimlede julehjerte er et traditionelt dansk stykke julepynt. Det ældste bevarede hjerte af glanspapir stammer fra 1850'erne og er klippet af den danske digter og forfatter H.C. Andersen. Dette julehjerte har ingen hank og har ikke hængt på juletræet. Hjertet findes i H.C. Andersens Hus i Odense. Forgængeren for julehjertet var flettede kurve.

## Oprindelse og udbredelse
Den ældste vejledning i fletning af 2-strimlede julehjerter findes i Nordisk Husflidstidende 1871, og det ældste bevarede julehjerte på Nationalmuseet er fra 1873. Der gik op mod 40 år, før de blev almindelige. Tidligere fandtes flettede eller limede kurve og kræmmerhuse.
Børnehaver var omkring 1910 med til at udbrede julehjerterne: Fletning af udstanset glanspapir havde indgået i den tyske pædagog Fröbels banebrydende småbørns-pædagogik for at styrke børnenes kreative evner, tålmodighed, finmotorik og selvdisciplin. Glanspapiret kunne foldes og klippes, så det blev til julehjerter og kræmmerhuse.

## Vejledning til at folde julehjerter
Julehjerter, der flettes af to stykker foldet glanspapir (gerne rødt og hvidt). 
- Fold papiret og klip et U, så det er lukket modsat rundingen. Hjertet er traditionelt 8 x 12 cm.

Mønsterfeltet er de (8 x 8 cm), der ligger under buen. 
- Klip fra en til fire gange op fra bunden i begge mønsterfelter, så der kommer strimler eller flige.
- Klip et U mage til i en anden farve
- Flet de to vinkelret ind i hinanden. Flet først højre hjertehalvdels venstre flig ind i bundfligen af venstre halvdel.
- Lad på skift en flig gå inden i og uden på fligen fra den anden hjertehalvdel.
- Skub fletningen et stykke opad og begynd på næste række. Nu uden på og inden i.

Derved opstår hjertet: et mønstret kvadrat med to buer. Hanke klippes i en af grundfarverne, limes af overkanten midt på indersiden, og nu kan hjertet hænges på juletræet.
Enkle hjerter har to til fem rektangulære flige i samme bredde. Mønstrene kan varieres ved at øge antallet af flige, lave dem skrå, buede, mønstrerede og meget andet. 

## Bøger om at klippe julehjerter
Der findes en lang række bøger om at folde julehjerter med inspiration til mønstre og materialer.
- Jes Lottrup Knudsen: Julehjerter (1975)
- Francis Jordt: Flettede julehjerter (2002) - viser mange forskellige skabeloner